# Blind Spot
Blind Spot es el decimoprimer episodio de la segunda temporada y trigésimo cuarto episodio a lo largo de la serie estadounidense de drama y ciencia ficción, Arrow. El episodio fue escrito por Wendy Mericle y Beth Schwartz dirigido por Glen Winter y fue estrenado el 22 de enero de 2014.
Oliver entra en conflicto cuando Laurel acude a Arrow para pedirle que investigue a Sebastian Blood; no sabe si creer en la acusaciones sobre el hombre que ha apoyado públicamente, sin embargo decide confiar en Laurel. Sin embargo, cuando la pareja se acerca demasiado a la verdad, Sebastian expone la adicción de Laurel y la manda arrestar. Mientras tanto, Roy decide mostrarle su súperfuerza a Sin, quien lo anima a probar sus nuevas habilidades. Una vez desatada su ira, Roy es incapaz de controlarse y alguien sale herido. En un flashback a la isla, Oliver se sorprende cuando Sara revela un secreto sobre Laurel.

## Argumento
Sebastian visita a Maya en el hospital psiquiátrico en el que se encuentra recluida y ella le confiesa que le contó la verdad a Laurel sobre la muerte de su esposo. Sebastian se despide de ella y poco después aparece con la máscara del Hermano Sangre, mientras tanto, Arrow continúa la búsqueda pore el hombre de la máscara de calavera y con la ayuda de Felicity someten a traficante a la prueba del detector de mentiras vía bluetooth, cuando Felicity detecta que el hombre está diciendo la verdad, el vigilante desaparece. Por otra parte, después de ser informada sobre la muerte de Maya, Laurel acude a Adam para que la ayude a conseguir una orden de cateo para comprobar que Sebastian es el responsable de la muerte de Resik, sin embargo, Donner se niega. Oliver intenta averiguar cómo se siente Roy tras haber sido inyectado con el Mirakuru pero no obtiene resultados.
Poco después, Quentin contacta a Arrow para concretar una cita con Laurel, quien lo convence de ayudar a encontrar pruebas contra Sebasitan Blood. Más tarde, Felicity hackea los registros telefónicos de Blood y encuentra que se mantenía en contacto con Cyrus Gold, sin embargo, Diggle intenta hacerle ver a Oliver que todo podría ser una nueva trampa de Laurel para capturarlo. Por otra parte, Roy se encuentra con Sin y le revela que fue inyectado con una sustancia que aumentó su fuerza, la misma que mató a su amigo Max y le pide que no le cuente nada a Thea hasta que sepa qué es lo que le está pasando realmente, además, le pide que sea su compañera para mantener a salvo a la ciudad sin la ayuda de Arrow.
Felicity le dice a Oliver que la única copia del expediente sobre el asesinato del padre de Blood se encuentra en los archivos de la ciudad. Arrow acude a Laurel para poder entrar en los archivos y tomar el expediente. Una vez en el edificio, Felicity hackea el sistema de seguridad para que el vigilante y Laurel pueden entrar, sin embargo, uno de los guardias logra reiniciar el sistema antes de tiempo y descubre la presencia de Arrow, por lo que llama a la policía. Mientras tanto, Laurel busca el expediente, que encuentra segundos antes de que la policía llegue. Tras un enfrentamiento con el cuerpo policial, el vigilante y Laurel logran escapar del lugar. Una vez seguros, Laurel abre el expediente y descubre que está vacío.
Felicity descubre que alguien más hackeó el sistema de seguridad de los archivos y comenta que pudo ser Blood, quien como concejal tiene acceso a dicho sistema pero Diggle le pide a Oliver que le conceda el beneficio de la duda por ser su amigo, entonces Oliver decide ir a hablar con él. Mientras tanto, Sin le comenta a Roy sobre el Starling Slasher, un hombre que asesina prostitutas y que por ser un reconocido abogado nadie se atreve a denunciarlo, entonces Roy decide ir tras él y hacerle pagar por sus crímenes. Por otra parte, Oliver visita a Sebastian en su casa de campaña y le pregunta sobre su relación con Laurel, Sebastian le asegura que todo está bien. Mientras tanto, Sin y Roy ponen en marcha su plan pero Roy no mide su fuerza y pone al hombre en el hospital. Más tarde, Slade revela ser quien tomó el expediente del padre de Blood y le pide a Sebastian que solucione el problema que Laurel representa o lo hará él mismo. Inmediatamente, Blood llama al oficial Daily y le pide que se haga cargo. Laurel regresa a su departamento y encuentra al oficial Daily, quien le muestra que tiene una orden de registro y le revela que encontraron medicamentos cuya prescripción médica está a nombre de alguien más y procede a detenerla por posesión de sustancias controladas.
En la sala de interrogatorios, Laurel le dice a su padre que Sebastian está tratando de incriminarla para desacreditarla por saber la verdad, pero Quentin no le cree porque descubrió que Laurel le ha estado robando sus medicamentos y le dice que tiene un problema de adicción, diciéndole que no puede culpar a Blood por ello. Sin embargo, Laurel insiste en que está diciendo la verdad pero Quentin le dice que no le cree. Oliver se ofrece a llevarla a casa. Una vez ahí, Oliver es atacado por uno de los seguidores del Hermano Sangre y Laure es secuestrada. Oliver despierta alarmado y llama a Felicity para informarle que Laurel ha sido secuestrada. Laurel despierta en la fábrica de conservas de la ciudad y se enfrenta al hombre de la máscara de calavera. Arrow llega y le exige al enmascarado que deje ir a Laurel, iniciando un enfrentamiento, que termina cuando Laurel le dispara en repetidas ocasiones al enmascarado y le pide al vigilante que le quite la máscara para saber de quién se trata, revelándose que el hombre es el oficial Daily.
Más tarde, en la estación de policía, Quentin le dice a Laurel que encontraron pruebas que incriminan a Daily en los crímenes del Hermano Sangre, poco después, Donner aparece y le dice a Laurel que levantarán los cargos por posesión en su contra y no se le fincará responsabilidad por la muerte de Daily, debido a que fue defensa propia pero aun así la despide. Mientras tanto, Oliver admite ante Diggle y Felicity que Laurel representa un punto débil para él y esa fue la razón por la que quiso creer lo que decía acerca de Sebastian. Poco después, Thea le confiesa a Oliver que Roy puso en el hospital a un hombre y que está preocupada por él, pues está convirtiendo en una persona que no conoce. Oliver le dice a Thea que conoce a alguien a quien Roy sí escuchará.
Sebastian se presenta ante Slade y le dice que el problema de Laurel está resuelto puesto todos creen que el responsable es Daily, sin embargo, Slade, vestido como Deathstroke asesina a los guardias de Blood y le da un ultimátum, poniendo como precio su vida si le vuelve a fallar. Finalmente, Arrow se acerca a Roy y le ofrece entrenarlo para ayudar controlar sus nuevos poderes y a él mismo. En un flashback a Lian Yu, Sara le revela a Oliver que Laurel sabía de su enamoramiento hacia él y que hizo todo lo posible por mantenerla alejada. Así mismo, Sara considera una oferta de Ivo para devolver el Mirakuru, asegurando así su salida de la isla pero después de recordar la tortura que Ivo dio a los prisioneros del barco, ella se niega.

## Elenco
- Stephen Amell como Oliver Queen.
- Katie Cassidy como Dinah Laurel Lance.
- David Ramsey como John Diggle.
- Willa Holland como Thea Queen.
- Emily Bett Rickards como Felicity Smoak.
- Colton Haynes como Roy Harper.
- Manu Bennett como Slade Wilson.
- Susanna Thompson como Moira Queen (crédito solamente).
- Paul Blackthorne como el oficial Quentin Lance.

## Continuidad
- Sin fue vista anteriormente en Three Ghosts.
- Slade Wilson fue visto anteriormente en el presente en Three Ghosts.

- Slade no aparece en el flashback de este episodio.

- Es el tercer episodio en el que Moira Queen está ausente.

- Es el séptimo episodio de la temporada en el que uno o más personajes principales están ausentes.

- Laurel acude a Arrow para pedirle ayuda para confirmar sus sospechas sobre Sebastian Blood.

- Oliver confiesa que eligió confiar en Laurel sólo porque se trataba de ella.

- Roy le revela a Sin su súperfuerza.
- Laurel es despedida por Donner después de haber sido arrestada por posesión de sustancias prohibidas.
- Arrow se acerca a Roy y le ofrece ayuda para controlar sus nuevos poderes.
- Maya Resik y el oficial Daily mueren en este episodio.
- Sebastian revela que el oficial Daily se sacrificó para mantener toda la operación a salvo.

- Todo el mundo cree que Daily era el Hermano Sangre.

- Slade asesina a tres hombres y amenaza la vida de Blood si vuelve a equivocarse.

- Slade es visto usando una máscara parecida a la usada por Deathstroke.

## Desarrollo

### Producción
La producción de este episodio comenzó el 24 de octubre y terminó el 1 de noviembre de 2013.

### Filmación
El episodio fue filmado del 4 al 14 de noviembre de 2013.

## Recepción

### Recepción de la crítica
Paloma Garrón de TodoSeries le ha otorgado 3.5 estrellas de 5 posibles, comentando: "Lo más interesante del episodio es, para mí, el cambio que los guionistas están intentando darle al personaje de Laurel. Ahora que su imagen pública ha sido destrozada, Oliver está decidido a dejar de confiar ciegamente en ella y se ha quedado sin trabajo, puede que el personaje logre reinventarse y empezar a tener el peso que, en teoría, le corresponde en la serie. En resumen, me ha parecido un capítulo mejor que el anterior, pero aún un paso por detrás de los capítulos previos al parón, pero supongo que es una forma de ir colocando las piezas para las nuevas tramas".
Jesse Schedeen de IGN calificó al episodio como asombroso y le otorgó una puntuación de 9.5, declarando: "Esta temprano regreso de la mitad de la temporada 2, que pensé que iba a ser una lenta acumulación hasta que el conflicto se pusiera verdaderamente interesante de nuevo. Tonto de mí. "Blind Spot" no sólo fue un episodio muy agitado, se las arregló para ser uno de los mejores de la temporada ya repleta de episodios memorables. La serie tiene ahora un sentido de impulso y entusiasmo que van de la mano. Este episodio ofreció algunos grandes acontecimientos y escenas de acción, incluido el suministro de material fuerte para el personaje más débil de la serie. La previsión para el gran enfrentamiento de Ollie con Slade se está calentando más y más cada semana".

### Recepción del público
En Estados Unidos, Blind Spot fue visto por 2.49 millones de espectadores, recibiendo 0.9 millones de espectadores entre los 18 y 49 años, de acuerdo con Nielsen Media Research.